# 420er
Portal Geschichte | Portal Biografien | Aktuelle Ereignisse | Jahreskalender | Tagesartikel

◄ |
4. Jh. |
5. Jahrhundert
| 6. Jh. | ►

◄ |
390er |
400er |
410er |
420er
| 430er | 440er | 450er | ►

420 |
421 |
422 |
423 |
424 |
425 |
426 |
427 |
428 |
429

## Ereignisse
- 420: Das Werk De civitate Dei des Augustinus erscheint.
- 420: Ende der Jin-Dynastie im Kaiserreich China. Während im Norden die Nördliche Wei-Dynastie herrscht, folgt im Süden die Liu-Song mit ihrem ersten Kaiser Liu Yu (=Song Wu-di).
- 426: Theodosius II. lässt die Anlagen von Olympia zerstören. Der Zeuskult wird verboten.
- 426: Die Stadt Copán wird Maya-Aufzeichnungen zufolge gegründet.